# Adam Scott
Adam Paul Scott (ur. 3 kwietnia 1973 w Santa Cruz) – amerykański aktor filmowy i telewizyjny, a także komik, producent i reżyser.

## Życiorys
Urodził się jako syn Dougalda i Anne, pochodzącej z Sycylii. Ukończył Harbor High School, a następnie studia aktorskie w American Academy of Dramatic Arts w Pasadenie.
Debiutował w 1994 w kilku produkcjach telewizyjnych. Od tego czasu zaczął regularnie występować również w filmach. Pojawił się m.in. w takich produkcjach jak Hellraiser IV: Dziedzictwo krwi, Star Trek: Pierwszy kontakt, Aviator, Torque: Jazda na krawędzi, Sposób na teściową, Wpadka, Bracia przyrodni, Pirania 3D i Sekretne życie Waltera Mitty. Za występ w The Vicious Kind otrzymał w 2009 nominację do nagrody FINDIE dla najlepszego aktora.
W 2007 zagrał jedną z głównych ról w serialu HBO Powiedz, że mnie kochasz, który zakończony został po pierwszym sezonie. W 2009 wcielił się w Henry’ego Pollarda, głównego bohatera serialu komediowego Melanż z muchą, którego był również producentem. Popularność przyniosła mu rola Bena Wyatta w komediowym mockumencie Parks and Recreation. W 2013 i 2014 był za nią nominowany do Critics' Choice Television Award dla najlepszego aktora w serialu komediowym. Dołączył także do obsady Wielkich kłamstewek z 2017.

## Filmografia
- 1994: Chłopiec poznaje świat (serial TV)
- 1994: Cityscrapes: Los Angeles
- 1994: Ostry dyżur (serial TV)
- 1995: Nowojorscy gliniarze (serial TV)
- 1996: Hellraiser IV: Dziedzictwo krwi
- 1996: Star Trek: Pierwszy kontakt
- 1996: The Last Days of Frankie the Fly
- 1998: Ich pięcioro (serial TV)
- 1999: Wasteland (serial TV)
- 2002: Bez przedawnienia
- 2002: Sześć stóp pod ziemią (serial TV)
- 2003: CSI: Kryminalne zagadki Miami (serial TV)
- 2003: Two Days
- 2004: Aviator
- 2004: Torque: Jazda na krawędzi
- 2004: Weronika Mars (serial TV)
- 2005: Kumple na zabój
- 2005: Sposób na teściową
- 2006: Akademia tajemniczych sztuk pięknych
- 2006: Pierwszy śnieg
- 2006: Prawo i porządek (serial TV)
- 2006: The Return
- 2006: Who Loves the Sun
- 2007: Powiedz, że mnie kochasz (serial TV)
- 2007: Wpadka
- 2008: Bracia przyrodni
- 2008: Corporate Affairs
- 2008: Sierpień
- 2008: The Great Buck Howard
- 2009: Mogło być gorzej (serial TV)
- 2009: Melanż z muchą (serial TV)
- 2009: The Vicious Kind
- 2010: Amerykański tata (serial TV)
- 2010: Operacja: Końcówka
- 2010: Oświadczyny po irlandzku
- 2010: Pirania 3D
- 2010: Parks and Recreation (serial TV)
- 2011: Nasz brat idiota
- 2011: Single od dziecka
- 2012: Burning Love (serial TV)
- 2012: Mama i ja
- 2012: Wieczór panieński
- 2012: Uciekająca dziewczyna
- 2013: A.C.O.D.
- 2013: Sekretne życie Waltera Mitty
- 2014: They Came Together
- 2015: Krampus: Duch świąt
- 2015: Sypiając z innymi
- 2015: Dobre miejsce (serial TV)
- 2016: Fun Mom Dinner
- 2016: My Blind Brother
- 2017: The Most Hated Woman in America
- 2017: Wielkie kłamstewka
- 2022: Rozdzielenie
- 2024: Madame Web[1]